# Kullabergs vingård

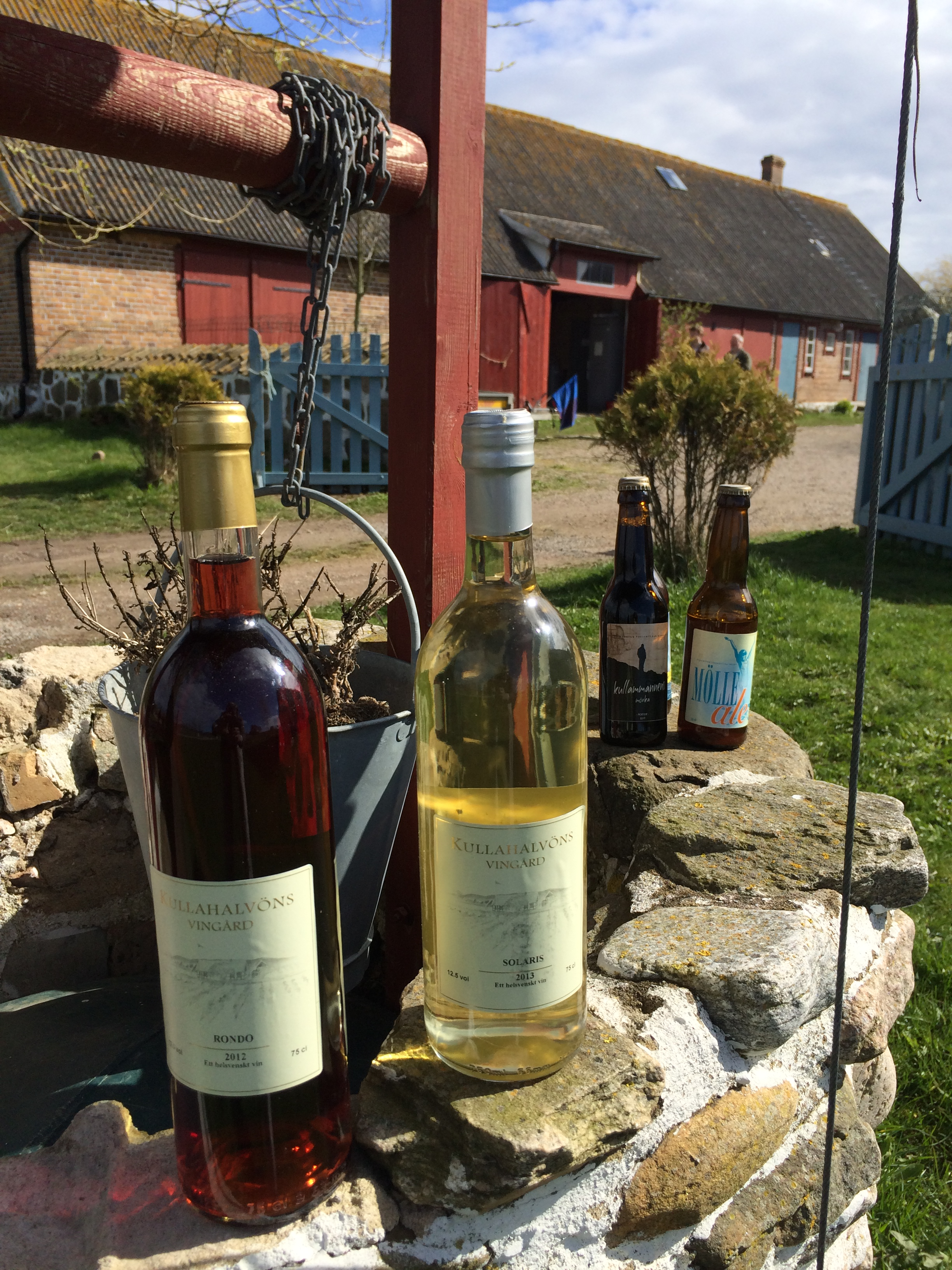
Svenskt vin från Kullabergs vingård på Kullaberg.

Kullabergs vingård är en vingård på Kullahalvön i Skåne, Höganäs kommun.  Gården är en del av Balderup. Vinmakare var 2017-2025 K Felix G Åhrberg, oenolog från forsknings- och lärosätet i Klosterneuburg, Österrike.  Kullabergs vingård producerar vin från lokalt odlade vindruvor som Solaris och Rondo samt cider och destillat från lokalt odlad frukt. Odlingsbetingelserna bestäms av närheten till havet som ger ett tempererat klimat, och under växtsäsongen så är antalet ljustimmar högt, vilket gör att det går att odla druvor av hög kvalitet. Vinet Immelen kom nyligen på första plats när svenska viner blindprovades mot välkända europeiska viner av 18 internationella experter i The Swedish Wine Tasting  
Det finns cirka 60.000 vinstockar på vingården som omfattar ca. 18 hektar. 
De flesta produkterna säljs via Systembolaget.